# Porcheux
Porcheux ist eine französische Gemeinde mit 675 Einwohnern (Stand 1. Januar 2022) im Département Oise in der Region Hauts-de-France. Die Gemeinde liegt im Arrondissement Beauvais und ist Teil der Communauté de communes du Vexin Thelle und des Beauvais-2.

## Geographie
Die Gemeinde liegt rund acht Kilometer südwestlich von Auneuil. Zu ihr gehören die Häusergruppen Saint-Patrick, Le Saussay und der Weiler Le Petit Boissy. Im Osten wird die Gemeinde durch das Trockental des Fond du Piege begrenzt.

## Einwohner
| 1962 | 1968 | 1975 | 1982 | 1990 | 1999 | 2006 | 2011 |
| ---- | ---- | ---- | ---- | ---- | ---- | ---- | ---- |
| 71   | 84   | 75   | 125  | 208  | 256  | 278  | 327  |

## Verwaltung

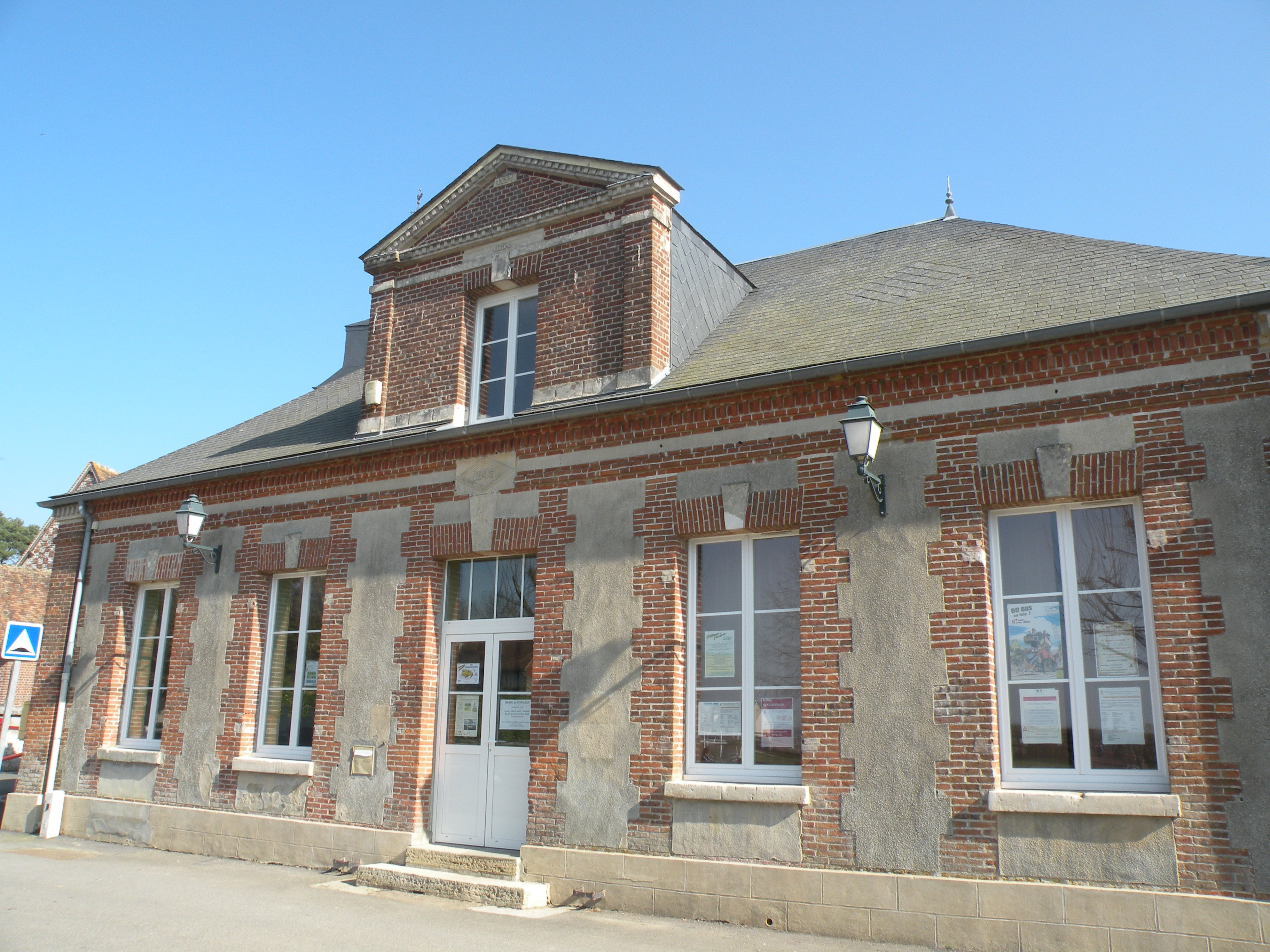
Mairie Porcheux

Bürgermeisterin (maire) ist seit 2001 Christiane Renault.

## Sehenswürdigkeiten

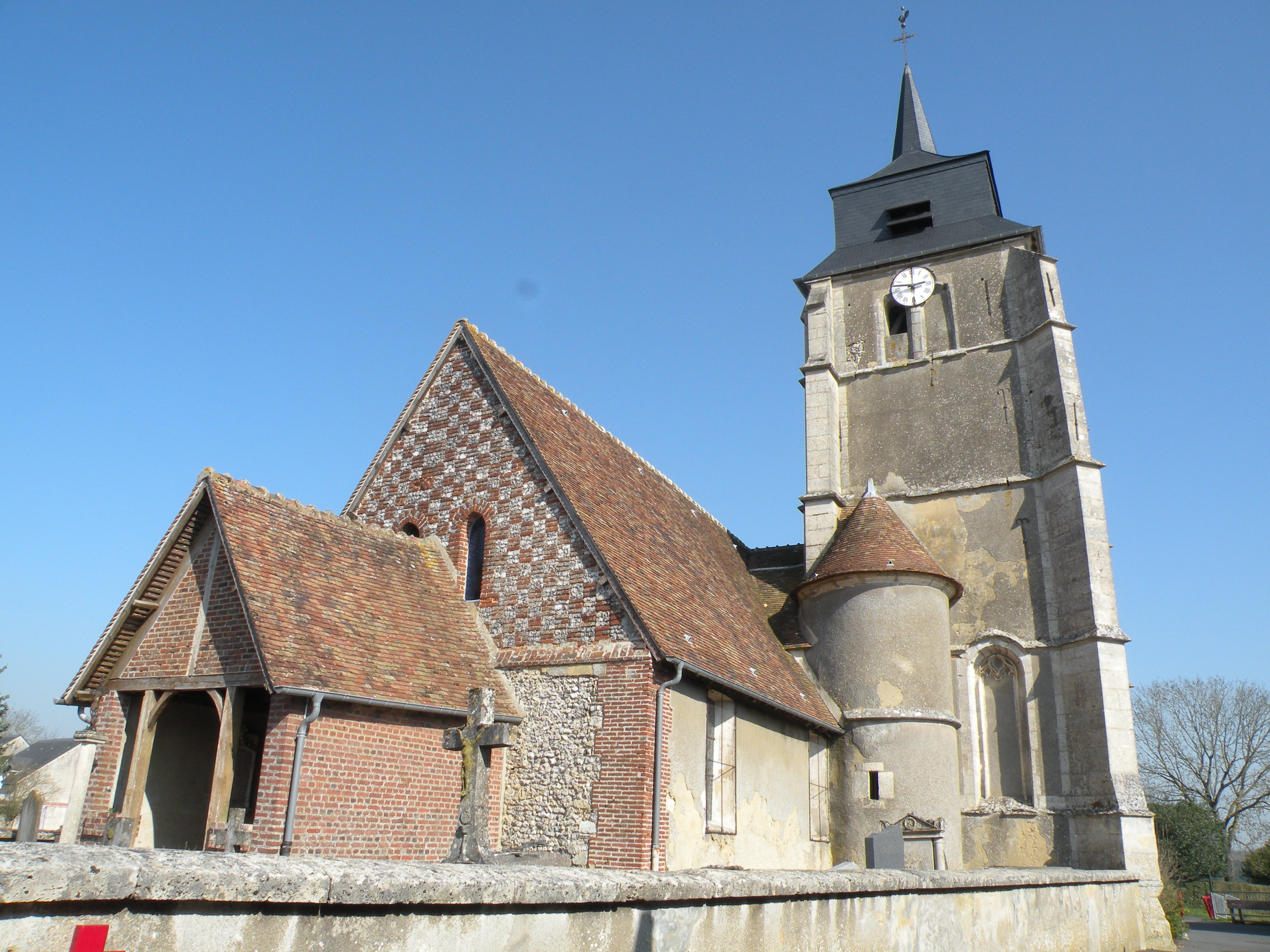
Kirche Saint-Nicolas

- Kirche Saint-Nicolas[1]